# Megapyge rufa
Megapyge rufa là một loài nhện trong họ Thomisidae. Chúng được Lodovico di Caporiacco miêu tả năm 1947, thường xuất hiện ở Guyana.